# 阿部良夫
阿部 良夫（あべ よしお、1888年〈明治21年〉1月6日 - 1945年〈昭和20年〉4月15日）は日本の物理学者、新聞社社長。

## 経歴・人物
阿部宇之八の長男として北海道札幌区に生まれる。北海道庁立札幌中学校から第一高等学校を経て、1912年（明治45年）7月東京帝国大学理科大学理論物理学科を卒業。1913年（大正2年）4月から8月までシーメンス・シュッケルト社（現・シーメンス）技師、1916年（大正5年）4月から早稲田大学高等師範部講師、1920年（大正9年）4月から早稲田大学高等学院教授となり、科学哲学と科学史の研究に精励する。1923年（大正11年）10月辞職。父の死去に伴い、1925年（大正14年）に北海タイムス社理事、1927年（昭和2年）に同社社長となる。新聞社経営のかたわら、1931年（昭和6年）から1939年（昭和14年）まで北海道帝国大学理学部物理学科で科学史を講じた。1941年（昭和16年）日本科学史学会創設の際の発起人の一人。1942年（昭和17年）11月北海道新聞社発足とともに相談役となり、1945年（昭和20年）4月死去。
東京帝国大学での寺田寅彦の教え子であり、寺田の日記や書簡にたびたび登場する。
北海道放送初代社長・阿部謙夫は実弟。

## 著作物

### 著書
- 『相対性理論』科学叢書 第3編、岩波書店、1926年。
- 『科学雑話』興学会出版部、1926年。
- 『現代自然科学思潮』岩波講座 世界思潮、1928年。
- 『物質論』岩波講座 哲学、1932年。
- 『ニュートン自然哲学の数学的原理』大思想文庫 第11、1935年。
- 『科学雑話 増訂』岩波書店、1940年。

### 訳書
- ハインリッヒ・ヘルツ『電波に関する論文集』科学名著集 第6冊、丸善、1915年。
- 『アインスタイン全集』第1-4巻、改造社、1922‐1924年。（石原純らとの共訳）[4]
- ニュートン『光学』岩波文庫、岩波書店、1940年。（堀伸夫との共訳）